# Kangarilla
Kangarilla är en del av en befolkad plats i Australien. Den ligger i kommunen Onkaparinga och delstaten South Australia, omkring 25 kilometer söder om delstatshuvudstaden Adelaide.
Runt Kangarilla är det ganska glesbefolkat, med 35 invånare per kvadratkilometer.. Närmaste större samhälle är Morphett Vale, omkring 13 kilometer väster om Kangarilla. 
I omgivningarna runt Kangarilla växer huvudsakligen savannskog. Genomsnittlig årsnederbörd är 729 millimeter. Den regnigaste månaden är juni, med i genomsnitt 133 mm nederbörd, och den torraste är december, med 21 mm nederbörd.